# قرار الجمعية العامة للأمم المتحدة 43/177
كان قرار الجمعية العامة للأمم المتحدة 43/177 المؤرخ 15 ديسمبر 1988 قرارا اعترفت فيه الجمعية العامة للأمم المتحدة بإعلان دولة فلسطين واستخدام تسمية «فلسطين»، مشيرة إلى منظمة التحرير الفلسطينية في الأمم المتحدة. وعلاوة على ذلك، أكدت الجمعية ضرورة سيادة الشعب الفلسطيني على أراضيه التي احتلتها إسرائيل في عام 1967. إن القرار معنون «43/177. قضية فلسطين».
يشار في هذا القرار إلى القرار 181، وهو الأساس القانوني لكل من دولة عربية ودولة يهودية. وأعرب عن وجود صلة بين إعلان دولة فلسطين والقرار 181 وحقوق الفلسطينيين.
في الواقع، كان هذا هو الاعتراف الدولي بدولة فلسطين، على الرغم من أنها ما زالت محتلة ولم تُقبل بعد كعضو في الأمم المتحدة. وبعد فترة وجيزة من هذا القرار، اعترفت حوالي 100 دولة رسميا بفلسطين، وكثير منها عن طريق الأمم المتحدة.
في نفس الاجتماع تم تبني القرار 43/176 الذي دعا إلى مؤتمر دولي للسلام وأكد مبادئ لتحقيق السلام الشامل. ولم تعترض إلا إسرائيل والولايات المتحدة على عقد مؤتمر للسلام، مع إصرارهما على إجراء مفاوضات ثنائية بدلا من ذلك. ولقي القرارين 43/176 و43/177 تأييدا واسعا من جانب المنظمات غير الحكومية في جميع أنحاء العالم.

## نص القرار
إن الجمعية العامة
وقد نظرت في البند المعنون «قضية فلسطين»،
وإذ تشير إلى قرارها 181 (د-2) المؤرخ في 29 نوفمبر 1947، والذي دعت فيه، في جملة أمور، إلى إقامة دولة عربية ودولة يهودية في فلسطين،
وإذ تضع في اعتبارها المسؤولية الخاصة للأمم المتحدة في تحقيق حل عادل لقضية فلسطين،
وإذ تدرك قيام المجلس الوطني الفلسطيني بإعلان دولة فلسطين تماشيا مع قرار الجمعية العامة 181 (د-2) وممارسة لحقوق الشعب الفلسطيني غير القابلة للتصرف،
وإذ تؤكد الحاجة الملحة إلى تحقيق تسوية عادلة وشاملة في الشرق الأوسط تنص، في جملة أمور، على التعايش السلمي لجميع الدول في المنطقة،
وإذ تشير إلى قرارها 3237 (د-29) المؤرخ في 22 نوفمبر 1974، بشأن منح مركز المراقب لمنظمة التحرير الفلسطينية، وإلى القرارات اللاحقة ذات الصلة،
1. تعترف بإعلان دولة فلسطين، الصادر عن المجلس الوطني الفلسطيني في 15 نوفمبر 1988؛
2. تؤكد الحاجة إلى تمكين الشعب الفلسطيني من ممارسة سيادته على أرضه المحتلة منذ سنة 1967؛
3. تقرر أن يستعمل، في منظومة الأمم المتحدة، اسم «فلسطين» اعتبارا من 15 ديسمبر 1988 بدلا من تسمية «منظمة التحرير الفلسطينية» دون المساس بمركز المراقب لمنظمة التحرير الفلسطينية ووظائفها في منظومة الأمم المتحدة وفقا للقرارات والممارسة ذات الصلة؛
4. تطلب إلى الأمين العام أن يتخذ الإجراءات اللازمة لتنفيذ هذا القرار.

## الأصوات
اعتُمد القرار بأغلبية 104 صوتاً مؤيداً وامتناع 36 أعضاء عن التصويت. إن إسرائيل والولايات المتحدة هي الدول الوحيدة التي صوتت ضد هذا القرار.
| الصوت         | العدد | الدول |
| ------------- | ----- | --- |
| وافق          | 104   | أفغانستان، ألبانيا، الجزائر، أنغولا، الأرجنتين، البحرين · بنغلاديش، بنين، بوليفيا، بوتسوانا، البرازيل، بروناي · بلغاريا، بوركينا فاسو، بورما، بوروندي، بيلاروس السوفيتية، الرأس الأخضر · تشاد، الصين، كولومبيا، جزر القمر، كوبا، قبرص · تشيكوسلوفاكيا، كمبوديا، اليمن الجنوبي، جيبوتي، الإكوادور، مصر · غينيا الاستوائية، إثيوبيا، الغابون، غامبيا، ألمانيا الشرقية، غانا · غينيا، غينيا بيساو، غيانا، هايتي، المجر، الهند · إندونيسيا، العراق، الأردن، كينيا، الكويت، لاوس · لبنان، ليبيا، مدغشقر، ماليزيا، المالديف، مالي · مالطا، موريتانيا، موريشيوس، المكسيك، منغوليا، المغرب · موزمبيق، نيكاراغوا، النيجر، نيجيريا، عمان، باكستان · بنما، بابوا غينيا الجديدة، بيرو، الفلبين، بولندا، قطر · رومانيا، رواندا، سانت لوسيا، سانت فينسنت والغرينادين، ساموا، ساو تومي وبرينسيب · السعودية، السنغال، سيشل، سيراليون، سنغافورة، الصومال · سريلانكا، السودان، سورينام، سوازيلاند، سوريا، تايلاند · توغو، تونس، تركيا، أوغندا، أوكرانيا السوفيتية، الاتحاد السوفيتي · الإمارات، تنزانيا، فانواتو، فيتنام، اليمن، يوغوسلافيا · زامبيا، زيمبابوي |
| رفض           | 2     | إسرائيل، الولايات المتحدة |
| امتنع         | 36    | أنتيغوا وباربودا، أستراليا، النمسا، الباهاما، كندا، أفريقيا الوسطى · كوستاريكا، ساحل العاج، الدنمارك، فنلندا، فرنسا، ألمانيا الغربية · اليونان، آيسلندا، أيرلندا، إيطاليا، اليابان، ليسوتو · ليبيريا، لوكسمبورغ، مالاوي، نيبال، هولندا، نيوزيلندا، النرويج · البرتغال، إسبانيا، السويد، ترينيداد وتوباغو، المملكة المتحدة · أوروغواي، فنزويلا، زائير |
| حاضر غير مصوت | 1     | إيران |
| غائب          | 15    | بليز، الكاميرون، تشيلي، الكونغو، دومينيكا · جمهورية الدومينيكان، السلفادور، فيجي، غرينادا، غواتيمالا · هندوراس، جامايكا، باراغواي، سانت كيتس ونيفيس، جزر سليمان |

## الخلفية
عقدت الأمم المتحدة اجتماعات بشأن «قضية فلسطين» في الفترة من 13 إلى 15 ديسمبر 1988. وقد نقلت هذه الاجتماعات إلى جنيف، بعد أن رفضت الولايات المتحدة منح ياسر عرفات تأشيرة. وكانت الولايات المتحدة انتقدت بشدة لذلك. في 13 ديسمبر، ألقى عرفات كلمة أمام الجمعية العامة. وفي مؤتمر صحفي عقد في 14 ديسمبر، أكد على تأييد منظمة التحرير الفلسطينية للقرار 181 كأساس للاستقلال الفلسطيني والقرارين 242 و338 كأساس للمفاوضات مع إسرائيل في إطار مؤتمر دولي. وأكد عرفات أيضا موقف منظمة التحرير الفلسطينية، وهو أن لإسرائيل الحق في الوجود في سلام وأمن وفي التخلي المطلق عن جميع أشكال الإرهاب. في 15 ديسمبر، اعتمدت القرارات 43/175 و43/176 و43/177.
سارت التطورات السياسية بالتوازي مع الانتفاضة الأولى، التي بدأت في ديسمبر 1987، وكانت متأثرة بقوة بها.

## الملاحظات والمراجع
1. ↑  Palestine National Council, Political Communiqué and Palestinian Declaration of Independence of 15 November 1988 نسخة محفوظة 28 July 2011 على موقع واي باك مشين.. UN doc.nrs. A/43/827 and S/20278 (18 November 1988)
2. ↑  UNGA Resolution "43/177. Question of Palestine" نسخة محفوظة 1 November 2011 على موقع واي باك مشين.. 15 December 1988 (doc.nr. A/RES/43/177). Number of the draft is A/43/L.54.
3. ↑  General Assembly. Provisional verbatim record of the eighty-second meeting – Held at the Palais des Nations, Geneva نسخة محفوظة 4 April 2015 على موقع واي باك مشين.. 15 December 1988. (doc.nr. A/43/PV.82)
4. ↑  Yearbook of the United Nations 1988, Volume 42 نسخة محفوظة 27 December 2009 على موقع واي باك مشين., Part 2, Chapter IV – MIDDLE EAST, p.208; unispal نسخة محفوظة 4 April 2015 على موقع واي باك مشين.
5. ↑  General Assembly, Report of the Committee on the Exercise of the Inalienable Rights of the Palestinian People نسخة محفوظة 4 April 2015 على موقع واي باك مشين., Annexes II-VII. 17 November 1989. (doc.nr. A/44/35)
6. ↑  "UNBISNET-Results of voting". un.org (بالإنجليزية). Retrieved 2017-12-26.[وصلة مكسورة]
7. ↑  Provisional verbatim records of the meetings: A/43/PV.77 نسخة محفوظة 4 April 2015 على موقع واي باك مشين.; A/43/PV.78 نسخة محفوظة 4 April 2015 على موقع واي باك مشين.; A/43/PV.79 نسخة محفوظة 4 April 2015 على موقع واي باك مشين.; A/43/PV.80 نسخة محفوظة 4 April 2015 على موقع واي باك مشين.; A/43/PV.81 نسخة محفوظة 4 April 2015 على موقع واي باك مشين.; A/43/PV.82 نسخة محفوظة 4 April 2015 على موقع واي باك مشين.
8. ↑  General Assembly, Resolution 43/49. Report of the Committee on Relations with the Host Country نسخة محفوظة 4 April 2015 على موقع واي باك مشين.. 2 December 1988. (doc.nr. A/RES/43/49)
9. ↑  General Assembly, Provisional verbatim record of the seventy-eighth meeting نسخة محفوظة 23 May 2014 على موقع واي باك مشين.. 13 December 1988. (doc.nr. A/43/ PV.78)
10. ↑  Associated Press, Text Of Arafat's Opening Statement At News Conference With AM-UN-PLO, Bjt. 14 December 1988. نسخة محفوظة 27 ديسمبر 2017 على موقع واي باك مشين.
11. ↑  UNGA, Resolution "43/21. The uprising (intifadah) of the Palestinian people". 3 November 1988 (doc.nr. A/RES/43/21).